# Småholmane (Austevoll)
Ne doit pas être confondu avec Småholmane, Småholmane (Fjell) ou Småholmane (Kvam).
Småholmane est une île norvégienne du comté de Hordaland appartenant administrativement à Eivindvik.

## Description
Rocheuse et couverte d'une légère végétation, elle s'étend sur environ 169 m de longueur pour une largeur approximative de 107 m. 